# الکساندر زورف
الکساندر «ساشا» زِوِرِف جونیور (آلمانی: Alexander "Sascha" Zverev Jr.؛ زادهٔ ۲۰ آوریل ۱۹۹۷) تنیس‌باز اهل آلمان است.
او تنیس حرفه‌ای خود را از سال ۲۰۱۴ آغاز کرد و در ماه می سال ۲۰۱۶ موفق شد برای اولین‌بار، به فینال ATP صعود کند. در رقابت‌های تنیس اوپن سن پترزبورگ با غلبه بر واورینکا به قهرمانی رسید.
زورف در مسابقات فینال تور جهانی لندن ۲۰۱۸ به عنوان قهرمانی رسید. او در مرحله نیمه‌نهایی و فینال به ترتیب از سد راجر فدرر و نواک جوکوویچ عبور کرد. او همچنین برنده مدال طلا، المپیک ۲۰۲۰ توکیو شد. او در مسابقه اوپن فرانسه ۲۰۲۲ در بازی با رافائل نادال مچ پایش به شکل دلخراشی پیچ خورد تا او مجبور به کناره‌گیری از ادامه مسابقات شود.